# Kaukonahua
Kaukonahua – rzeka na wyspie Oʻahu o długości 53 km, jednocześnie najdłuższa rzeka na Hawajach.